# バンコク・トゥデー
バンコク・トゥデー（タイ語：บางกอกทูเดย์ 英語：Bangkok Today）は、タイ王国のタイ語日刊新聞。トラフィック・コーナー・ホールディングス（ทราฟฟิกคอร์เนอร์ โฮลดิ้งส์、Traffic Corner Holdings）グループ系列のトラフィック・コーナー・パブリッシング社（Traffic Corner Publishing Co., Ltd）が所有。同社は他に『A Day』、『マーヤー・チャンネルなどの新聞、雑誌を発行している。